# 吉川碧堂
吉川 碧堂（よしかわ へきどう、1945年3月3日 - ）は、東京都荒川区生まれの書家。木村朱炎に師事。本名は健、碧堂は号。

## 役職
- 新興書道展二部審査会員
- 清風会理事
- 清風書道教室 吉団支部長

## 書歴
新興書道展
- 2002年　新人奨励賞を受賞
- 2003年　準特選
- 2004年　特選
- 2005年　佐理賞を受賞、二部審査会員となる。
- 2008年　一部審査員準推挙

毎日書道展
- 2003年 - 2005年　入選（3年連続）

清風書道展
- 2002年　特選
- 2003年　梅香賞を受賞
- 2004年　特選
- 2005年　松濤賞を受賞